# لا بويرتا دي سيغورا
بلدية لا بويرتا دي سيغورا (بالإسبانية: La Puerta de Segura) هي بلدية تقع في مقاطعة خاين التابعة لمنطقة أندلوسيا جنوب إسبانيا.

## الديموغرافيا
بلغ عدد سكان بلدية لا بويرتا دي سيغورا 2.615 نسمة عام 2011 (وفقاً للمعهد الوطني للإحصاء الإسباني).
| 2.818 | 2.730 | 2.646 | 2.646 | 2.625 | 2.638 | 2.615 |